# Pakicetus
Pakicetus (latin: "Val från Pakistan") är ett släkte med utdöda hundlika däggdjur påträffade i Pakistan. Det tros ha levt under yngre eocen för omkring 50 miljoner år sedan. Många paleontologer tror att Pakicetus är nära släkt med de direkta förfäderna till nu levande valar, och betraktar den därför som en felande länk mellan landdjur och tidiga valar.

## OmPakicetus

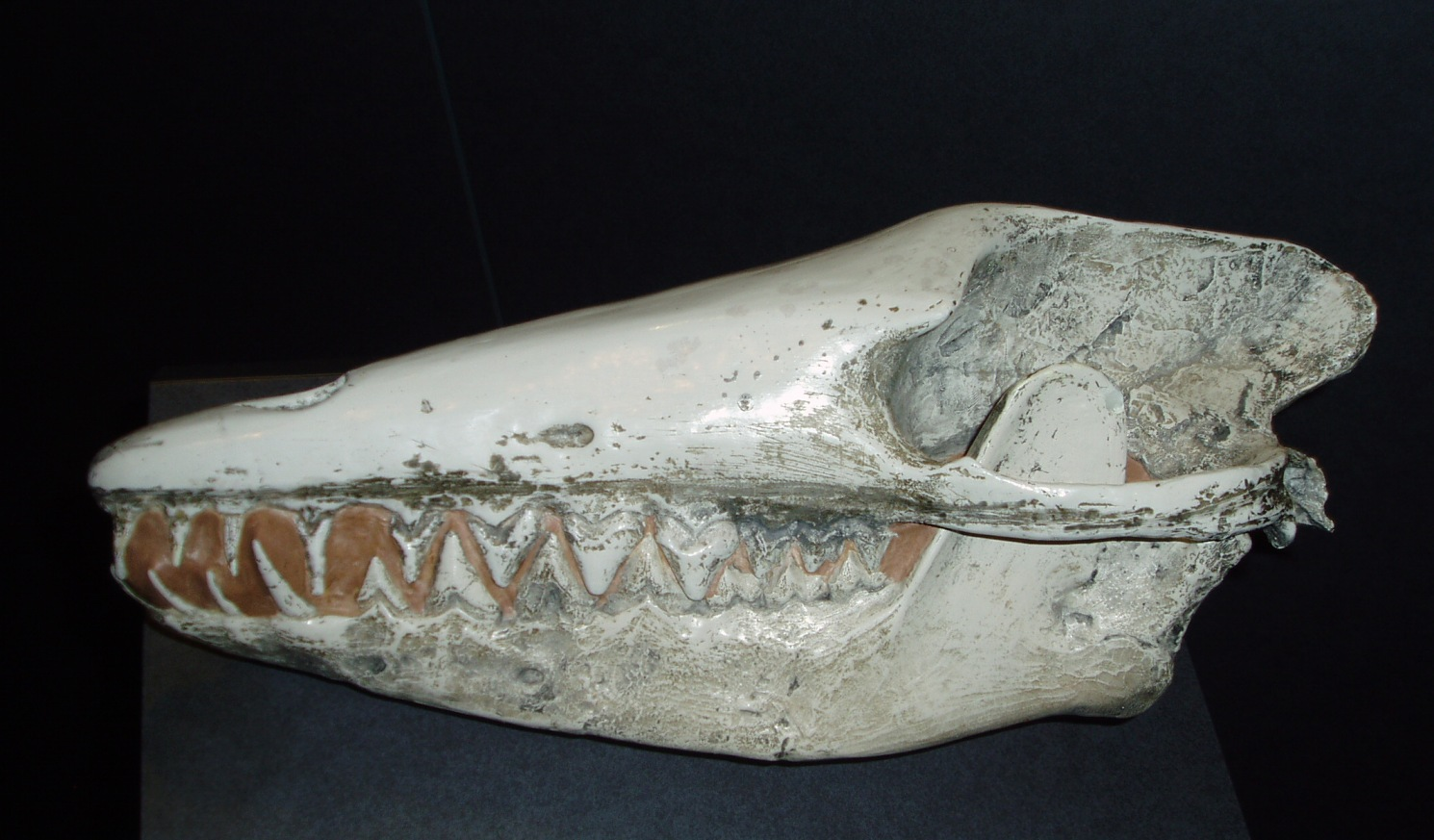
Pakicetus skalle

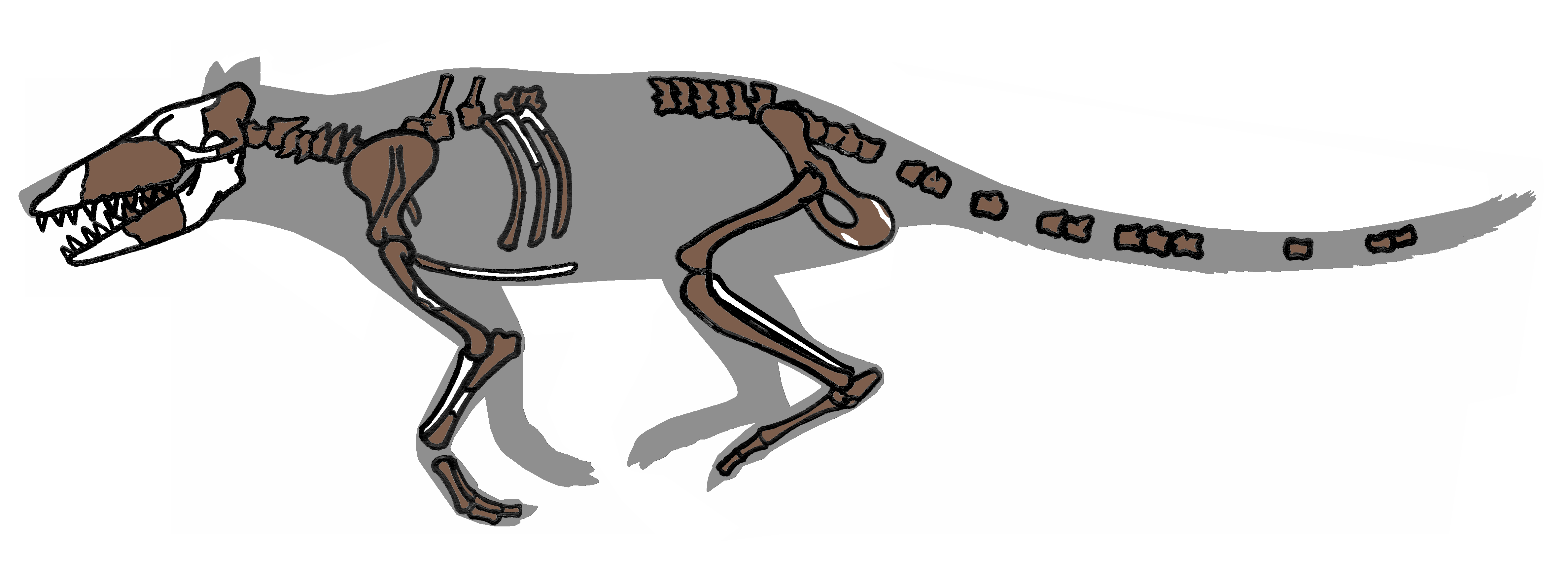
Diagram över de bitar man hittat från Pakicetus

Då Pakicetus först beskrevs hade man bara några fragment av skalltaket, en bit av underkäken och några tänder att gå efter. Forskarna ansåg dock att innerörats konstruktion liknade valars, och man föreslog att Pakicetus skulle ha kunnat vara en felande länk mellan landlevande däggdjur och valar. Pakicetus avbildades på omslaget till journalen Science i april 1983 som ett amfibielevande, krokodilliknande djur som dök i vatten efter fisk.
2001 beskrevs ett mer komplett fynd efter Pakicetus, och man fann att det var ett landlevande däggdjur liknande ett hunddjur.